# 알베르트 리베라
알베르트 리베라(스페인어: Albert Rivera, 1979년 11월 15일 ~ )는 스페인의 정치인이다. 현재는 시민당의 대표를 맡고 있다. 카탈루냐 지방 바르셀로나에서 태어났으며 16살에 카탈루냐 수영 선수권 대회에서 우승한 기록을 가지고 있다. 이후 수영 선수를 그만두고 라몬 륄 대학교에 입학해 법학을 공부한 후 기업 자문 변호사로 활동하였다. 2006년 시민당 대표로 오른 이후에 그 해에 있었던 카탈루냐 지방의회 선거에서 처음으로 원내 진출에 성공하였다. 카탈루냐 지역에서 정치를 계속하다가 스페인의 중앙 정치에 뛰어들었다. 2015년 총선거에서 시민당을 처음으로 중앙 원내에 진출하도록 하였다.